# Eupithecia atraria
Eupithecia atraria là một loài bướm đêm trong họ Geometridae.